# Never Gonna Give You Up
"Never Gonna Give You Up" és una cançó dance-pop escrita i produïda per Stock Aitken Waterman, i originalment interpretada per Rick Astley. Fou llançada com a senzill del disc d'Astley, Whenever You Need Somebody. La cançó, que fou el senzill més venut l'any 1987, va ser número u al Regne Unit durant cinc setmanes, i un número u a nivell mundial.
El rickroll és una broma d'Internet que consisteix en redirigir algú, que espera un altre contingut, cap al videoclip d'aquesta cançó.